# Фрунзе (аэропорт)
Фрунзе — бывший аэропорт в городе Бишкек. Закрыт в 1981 году после переноса всех рейсов в аэропорт Манас.

## История
Аэропорт начал своё существование в 1933 году как целинная площадка в районе пригородной деревни Папеновка, начальник аэропорта — Н. К. Батов.
Строительство здания аэропорта было начато в 1940 году.
Ныне существующее здание аэровокзала было построено в 1956 году, архитектор — Е. Писарской.
После открытия нового аэропорта Манас рейсы в город Фрунзе (ныне Бишкек) стали переноситься в новый аэровокзал. После полного перевода рейсов в новый аэропорт в октябре 1981 аэропорт Фрунзе был закрыт, здание аэровокзала стало выполнять функции центрального агентства воздушных сообщений (ЦАВС).
С 2014 года по 2017 в здании аэропорта находился ЦОН-1 (Центр Обслуживания Населения).
В 2022 году было принято решение передать здание аэропорта в управление МВД.